# Viento y ceniza
Viento y ceniza (título original: «A Breath of Snow and Ashes») es el sexto libro de la Saga Forastera escrito por Diana Gabaldon y perteneciente al género de novela romántica y ficción histórica. En éste libro, Claire Randall y su esposo del siglo XVIII, Jamie Fraser, enfrentan la política y la agitación de la próxima revolución norteamericana.
Una adaptación televisiva de la saga, llamada Outlander, se estrenó en agosto de 2014 por el canal Starz con Caitriona Balfe, Sam Heughan, Sophie Skelton y Richard Rankin, interpretando a Claire Fraser, Jamie Fraser, Brianna Randall y Roger MacKenzie, respectivamente. La sexta temporada de la serie está basada en los eventos de Viento y ceniza.

## Trama
El libro anterior, concluyó con la agitación política en las colonias que comenzaba a desbordar mientras los Fraser intentaban vivir pacíficamente en su aislada granja en Carolina del Norte. De repente, Jamie se enfrenta a caminar entre los fuegos de la lealtad al juramento que hizo a la Corona británica y a seguir su esperanza de libertad en el nuevo mundo.

## Personajes
- Claire Randall Fraser: El personaje principal de la novela. Claire fue una enfermera de combate británica durante la Segunda Guerra Mundial que viajó en el tiempo y originalmente conoció a Jamie Fraser en 1743 en Escocia. Formada como cirujana en 1968 en Boston, viajó al pasado para reunirse con Jamie Fraser. Está casada con Jamie y es madre de Brianna, madre adoptiva de Fergus y madrastra de Marsali.

- James "Jamie" MacKenzie Fraser: Laird del Cerro Fraser, Carolina del Norte. Ex recluso de la prisión de Ardsmuir. El esposo de Claire en el siglo XVIII, que fue un líder jacobita escocés, luego impresor y contrabandista. Es el padre adoptivo de Fergus Claudel Fraser, padrastro de Marsali MacKimmie Fraser y padre biológico de Brianna y William (aunque William fue concebido fuera del matrimonio y no sabe que Jamie es su verdadero padre).

- Brianna Randall Fraser MacKenzie: La hija de Jamie y Claire nacida en el siglo XX y criada por Claire y Frank Randall. Es graduada del MIT después de transferirse del programa de historia de la Universidad de Harvard. Le gusta hacer cosas en el siglo XVIII que hacía en el siglo XX. Se casa con Roger y tienen dos hijos: un varón, Jeremiah, conocido como "Jemmy", y una niña, Amanda (Mandy).

- Roger MacKenzie Wakefield: El yerno de Jamie y Claire que, como Brianna, nació en el siglo XX. Un profesor de historia de Oxford que deja atrás su vida y su carrera para seguir a Brianna al siglo XVIII. Está casado con Brianna y es padre de Jemmy y Mandy.

- Jeremiah "Jemmie" MacKenzie: El hijo de Roger y Brianna (había algunas dudas sobre su paternidad, pero esto ya quedó resuelto).

- Amanda "Mandy" MacKenzie - Hija de Roger y Brianna.

- Fergus Claudel Fraser: Antiguo carterista y espía francés. Es el hijo adoptivo de Jamie y Claire. Está casado con Marsali y es padre de Germain, Joan, Félicite y Henri Christian.

- Marsali Mackenzie Fraser: La hija de Laoghaire e hijastra de Jamie y Claire. Está casada con Fergus y es madre de Germain, Joan, Félicite y Henri Christian.

- Germain Fraser: El hijo mayor de Fergus y Marsali.

- Ian Murray: Hijo de Jenny e Ian Murray y sobrino de Jamie. Estaba casado con una chica de los indios Mohawk llamada 'Emily', pero regresa al Cerro con su compañero Rollo, un perro mitad lobo.

- Lizzie Wemyss: La sirvienta de Brianna. Hija de Joseph Wemyss. Está 'casada' con los gemelos Beardsley y embarazada de uno de ellos, pero no está segura de cuál.

- Josiah "Jo" Beardsley: El gemelo idéntico de Keziah. Fue criado, desnutrido, por un hombre cruel llamado Beardsley después de que su familia murió cruzando el Atlántico como sirvientes contratados. Se muda con su gemelo al Cerro Fraser en la víspera de Año Nuevo. Se enamora de Lizzie Wemyss.

- Keziah "Kezzie" Beardsley: El gemelo idéntico de Josiah que es algo sordo. Dirige una curtiduría con su hermano. Se enamora de Lizzie Wemyss.

- Joseph Wemyss: El padre de Lizzie y el sirviente de Jamie y Claire.

- Malva Christie: La hija de Tom Christie. Llega al Cerro al final de «La cruz ardiente».

- Allan Christie: El hijo de Tom Christie. Llega al Cerro al final de «La cruz ardiente».

- Tom Christie: exrecluso de la prisión de Ardsmuir. El padre de Malva y Alan. Enamorado de Claire. Llega al Cerro al final de «La cruz ardiente».

- Coronel John William Gray: exgobernador de Jamaica y de la prisión de Ardsmuir. Amigo de toda la vida de Jamie, se conocieron por primera vez en 1745 durante el levantamiento jacobita. Padrastro de William Ransom (el hijo ilegítimo de Jamie), noveno conde de Ellesmere.

- Jocasta MacKenzie Cameron Innes: La tía ciega de Jamie, propietaria de la plantación River Run y que se casa con Duncan Innes. Es hermana de Ellen, Colum y Dougal MacKenzie.

- Duncan Innes: Ex recluso de la prisión de Ardsmuir que se convierte en el esposo de Yocasta.

- Stephen Bonnet: Un forajido, pirata, ladrón, comerciante, violador y contrabandista que aparece por primera vez en «Tambores de otoño». Pasa de contrabando mercancías a lo largo de las costas de Carolina. Brianna le disparó al final de «La cruz ardiente». Su destino es desconocido.

- Amy McCallum: Una joven viuda y nueva residente del Cerro Fraser. Madre de Aidan y Orrie McCallum. Roger MacKenzie intenta ayudarla, lo que provoca que se hable en el Cerro de que ambos están teniendo una aventura.

## Recepción
Cuando se publicó en 2005, Viento y ceniza alcanzó el puesto número 1 en la lista de libros más vendidos de ficción del New York Times y ganó el premio Pluma de ciencia ficción/fantasía/terror.